# 해군반성회
해군반성회(海軍反省会)는 1980년부터 1991년까지 일본 제국 해군 군령부, 제2복원성 OB가 일반에 공개하지 않고 비밀리에 조직한 해군 퇴역자들의 교육 집단이다.

## 개요
회합 장소를 스이코우자(水交社)로 11년간에 걸쳐 131회 개최된 것으로 알려져 있다. 특히 전 해군 대령 도요타 쿠마오(豊田隈雄)가 남긴 회의 기록 및 400시간 이상 녹음테이프가 남겨졌다. 테마의 성격상 이미 알려진 사실도 많지만, 그들에 대해 반성회 참가자를 중심으로 한 관계자가 어떤 견해를 갖고 있었는지를 알 수 있었다는 데서 가치를 찾아 수 있다. 또한 극동 국제 군사 재판에서 제2복원성에 의해 전범이었던 전 해군 간부에 대한 형량 감형 공작에 참여 실태 등 처음 공개된 사실도 있다고 한다. 또한 지금까지 언급되지 않았던 육해군의 불화와 해군의 개전 책임, 그리고 일본 국민의 개전 책임을 처음으로 언급했다.
규슈 대학의 미와노 무네히로(三輪宗弘) 교수의 조사에 따르면 해군반성회의 문서를 정리하는데 일본 제국 육군의 하라 시로(原四郎)와 이나바 마사오(稲葉正夫)가 개입했으며, 일부 자료의 날조가 있었음이 지적되었다.

## 회의 과정
1977년 7월 11일, 스이코우자에서 나카자와 타스쿠(中澤佑) 전 중장의 체험을 말하는 담화회에서 “해군은 반성해야 할 점이 있는데 반성회 같은 것을 만들었으면 좋겠다”고 나카자와가 제안했다. 이 때 참석했던 노모토 타메키(野元為輝)가 의견을 제시하고 미요 카즈나리(三代一就)도 동의했다. 그 후 병학교 50기 졸업생을 중심으로 지지를 얻었고 회의가 열리게 된다. 처음에는 노모토(野元)  이름을 따서 노모토회(野元会)라고 불렀지만, 제1차 회의에서 "해군반성회"라고 정식으로 결정되었다.
제1회는 1980년 3월 28일에 열렸고, 제131회 1991년 4월 25일까지 개최되었지만, 최종회는 밝혀지지 않았다.

## 언론 소개
사료 조사위원회에서 문서 정리를 하던 토다카 카즈나리(戸高一成)는 전 해군 관계자와의 친분을 통해 반성회의 녹음테이프가 남아있는 것을 알았다. 테이프는 세 군데 정도에 분산되어 저장되어 있었으며, 처음에는 그 존재조차도 파악되지 않은 상태였지만, 구전으로서의 가치를 중시한 토다카가 테이프 보관자 등의 의견과 관계자가 사망한 것, 일정 기간이 지나면 공표해도 좋다고 했던 것 등의 사정에 의해 결국 거의 모든 녹음 자료를 모을 수 있었다. 그 중 서두의 회의록이 테이프가 깨져 PHP보다 단행본으로 출판되었다. 또한 테이프는 장기에 걸쳐 일반 가정 등에 보관되어 있었기 때문에 상태가 나빠져서 NHK에서 복원 작업이 이루어졌다.
또한, 단행본 출판과 함께 미디어 믹스적인 전개로 2009년 8월 9일 - 11일까지 3일간 NHK 종합 텔레비전의 《NHK 스페셜》에서 반성회를 테마로 한 문서 프로그램이 방영되었다.

## 발언자
제1회부터 제10회까지의 발언이 있었던 회원은 다음과 같다.
1. 니이미 나사이치 新見政 (병학교 36기, 중장)
2. 호시나 젠시로오　保科善四郎 (병학교 41기 중장)
3. 노모토 타메키 野元為輝　(병학교 44기, 소장)
4. 야마모토 치카오　山本親雄 (병학교 46기, 소장)
5. 矢牧章　(병학교 46기, 소장)
6. 쿠보타 요시오 久保田芳雄 (해군기관학교 25기, 소장)
7. 사나기 사다무 佐薙毅　(병학교 50기, 대령)
8. 테라 사키타카 (병학교 50기 대령)
9. 오오이 아츠시 大井篤 (병학교 51기 대령)
10. 오오기 카즈토 扇一登 (병학교 51기 대령)
11. 미요 카즈나리 三代一就　(병학교 51기 대령)
12. 마츠코쿠 마사오 末国正雄　(병학교 52기 대령)
13. 후쿠치 노부오 福地誠夫 (병학교 53기 대령)
14. 도이 가즈오　土肥一夫 (병학교 54기, 중령)
15. 나카지마 치카타카 中島親孝 (병학교 54기 중령)
16. 초오카 켄노스케 鳥巣健之助　(병학교 58기 중령)
17. 木山正義 (기관 학교 40기, 소령)
18. 曽我清 (기관 학교 51기, 소위)
19. 스즈키 고이치 鈴木幸一 (병학교 59기, 소령)
20. 쿠하라 가즈토시 久原一利 (병학교 60기, 소령)
21. 혼나 스스무 本名進 (병학교 62기, 소령)
22. 이치키 토시오 市来俊男 (병학교 67기, 대위)
23. 코이케 초이치 小池猪一 (비행 예비원 14기 , 중위)